# Zmarli w roku 1948
Lista osób zmarłych w 1948:

## styczeń 1948
- 12 stycznia – Antoni Czabański, major żandarmerii Wojska Polskiego, kawaler Virtuti Militari (ur. 1897)
- 24 stycznia – Józef Giaccardo, ksiądz włoski, pierwszy kapłan i pierwszy wikariusz generalny Towarzystwa Świętego Pawła. Błogosławiony Kościoła katolickiego (ur. 1896)
- 26 stycznia – John Lomax, pionier muzykologii i folklorystyki w USA (ur. 1867)
- 30 stycznia:
  - Mahatma Gandhi, indyjski prawnik, pisarz, filozof i polityk (ur. 1869)
  - Orville Wright, amerykański pilot (ur. 1871)

## luty 1948
- 11 lutego – Siergiej Eisenstein, radziecki reżyser filmowy (ur. 1898)

## marzec 1948
- 1 marca – Władysław Nikliborc, polski matematyk, przedstawiciel lwowskiej szkoły matematycznej (ur. 1889)
- 7 marca – Marian Malinowski, polski działacz socjalistyczny i niepodległościowy, polityk, poseł na Sejm i senator RP (ur. 1876)
- 10 marca – Jan Masaryk, polityk czechosłowacki (ur. 1886)
- 11 marca – Frano Gjini, albański biskup katolicki, męczennik, błogosławiony (ur. 1886)
- 14 marca – Maria Józefina od Jezusa Ukrzyżowanego, włoska karmelitanka, błogosławiona katolicka (ur. 1894)
- 15 marca – Jan Balicki, polski duchowny katolicki, błogosławiony (ur. 1869)
- 18 marca – Maksymilian Malinowski, polski działacz ruchu ludowego, propagator spółdzielczości, poseł i senator (zm. 1860)
- 23 marca – Nikołaj Bierdiajew, filozof rosyjski (ur. 1874)
- 31 marca – Egon Erwin Kisch, pisarz, dziennikarz i reporter pochodzenia czeskiego piszący po niemiecku (ur. 1885)

## kwiecień 1948
- 18 kwietnia – Wincenty Pstrowski, górnik w kopalni „Jadwiga”, ogłoszony przez propagandę PRL jako pierwszy „przodownik pracy” (ur. 1904)

## maj 1948
- 5 maja – Tadeusz Jan Kowalski, polski orientalista (ur. 1889)
- 6 maja – Jan Koj, polski polityk i działacz społeczny (ur. 1888)
- 12 maja – Stanisław Kasznica, ostatni komendant Narodowych Sił Zbrojnych (stracony w więzieniu na Mokotowie) (ur. 1908)
- 25 maja – Witold Pilecki, polski wojskowy, żołnierz podziemia, organizator ruchu oporu w Auschwitz-Birkenau (ur. 1901)
- 29 maja – Alf Jacobsen, norweski żeglarz, medalista olimpijski (ur. 1885)

## czerwiec 1948
- 6 czerwca – Louis Lumière, wynalazca francuski (ur. 1862)
- 13 lipca – Abd ar-Rahim Mahmud, arabski poeta (ur. 1913)
- 15 lipca – John Pershing, amerykański wojskowy (ur. 1860)
- 21 lipca – Arshile Gorky, malarz amerykański (ur. 1904)
- 24 lipca – John Sandblom, szwedzki żeglarz, medalista olimpijski (ur. 1871)

## sierpień 1948
- 4 sierpnia:
  - Mileva Marić, serbska matematyczka i fizyczka, pierwsza żona Alberta Einsteina (ur. 1875)
  - Kristoffer Olsen, norweski żeglarz, medalista olimpijski (ur. 1883)
- 17 sierpnia – Kazimierz Czachowski, polski krytyk i historyk literatury (ur. 1890)
- 18 sierpnia – Wilhelm Habsburg, austriacki arcyksiążę, ukraiński emigracyjny działacz polityczny (ur. 1895)

## wrzesień 1948
- 1 września – Thomas Parnell, amerykański naukowiec, fizyk (ur. 1881)
- 3 września – Edvard Beneš, polityk czeski (ur. 1884)
- 10 września – Ferdynand I Koburg, car Bułgarii (ur. 1861)
- 17 września:
  - Ruth Benedict, amerykańska uczona, antropolog (ur. 1887)
  - Folke Bernadotte, szwedzki dyplomata (ur. 1895)
- 22 września – Florence Augusta Merriam Bailey, amerykańska ornitolog i pisarka (ur. 1863)

## październik 1948
- 1 października – Adolf Szyszko-Bohusz, polski architekt i konserwator (ur. 1883)
- 22 października:
  - August Hlond, prymas Polski (ur. 1881)
  - Maria Lucyga, polska działaczka narodowa, sanitariuszka (ur. 1866)[1]
- 24 października – Ferenc Lehár, węgierski kompozytor operetkowy (ur. 1870)

## listopad 1948
- 19 listopada – Slavo Cagašík, czeski taternik, narciarz i pilot (ur. 1921)
- 1 grudnia – Mężczyzna z Somerton, mężczyzna o nieznanej tożsamości, który padł ofiarą tajemniczego morderstwa (ur. 1903?)

## grudzień 1948
- 14 grudnia:
  - Jerzy Broński, polski żołnierz (ur. 1906)
  - Stefan Długołęcki, polski żołnierz (ur. 1906)
- 21 grudnia – Władysław Witwicki, polski psycholog, filozof, tłumacz, lektor radiowy, teoretyk sztuki i artysta (ur. 1878)
- 23 grudnia – Hideki Tōjō (jap. 東條英機), japoński polityk, premier (ur. 1884)
- 28 grudnia – Feliks Stroiński, polska ofiara represji stalinowskich (ur. 1899)

Data dzienna nieznana: 
- Jakub Major, polski rolnik, społecznik i samorządowiec (ur. 1872)
- Anton Muzaj, albański duchowny katolicki, męczennik, błogosławiony (ur. 1921)